# J. & A. van der Schuyt

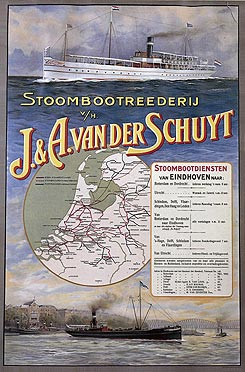
Reclameposter van rederij v/h J.A. van der Schuyt

De Stoomboot-rederij J. & A. van der Schuyt (ook wel gespeld als Van der Schuijt) was een Nederlandse rederij die tussen 1845 en 1948 goederen en passagiers vervoerde, hoofdzakelijk in de binnenvaart. In 1917 was het de grootste beurtvaartrederij van Nederland.

## Oprichting
De rederij werd in 1845 opgericht door de broers Johannes van der Schuijt (1818-1898) en Abraham van der Schuijt (1822-1902), afkomstig uit een Werkendams schippersgeslacht. Johannes regelde de zaken voor het bedrijf vanuit 's-Hertogenbosch, waar de firma gevestigd was. Abraham is mogelijk meest in de "buitendienst" geweest. Als eerste schip van de rederij wordt vermeld de Jan van Arkel.  In 1862 verhuisde Abraham naar Rotterdam om er een tweede kantoor te openen.
Het bedrijf opereerde met stoomschepen in de gereguleerde beurtvaart, allereerst met diensten rond Den Bosch en tussen die plaats en Rotterdam. Rederij Van der Schuyt profiteerde echter optimaal van de liberalisatie van de binnenvaart in de negentiende eeuw en zij breidde haar lijnen en diensten steeds verder uit. Naast goederen en vee werden op enig moment ook passagiers vervoerd.
Begin 1875 werd de rederij nogmaals geregistreerd, maar nu met als vestigingsplaats Rotterdam. In 1885 werden Jan Eimert en Abraham, zoons van Johannes, in de firma opgenomen en niet veel later Lijkle, zoon van Abraham. Tien jaar daarna had het bedrijf 9 stoomboten en 4 lichters in de vaart.
Hierna volgde een periode van sterke uitbreidingen, waarbij ook enkele concurrenten werden overgenomen. Zo werd dat jaar de dienst Rotterdam-IJsselmonde gekocht van de rederij Maas en IJssel.

## Naamswijzigingen
In 1903 werd de rederij omgezet in een Naamloze Vennootschap, onder de naam N.V. Stoombootreederij v/h J. & A. van der Schuyt met een maatschappelijk kapitaal van f 350.000, waarvan f 280.000 geplaatst. Directeur: Abraham van der Schuyt. Vervolgens volgden opnieuw uitbreidingen van het lijnennet, met onder meer een nieuwe dienst tussen Den Bosch en Zwolle. De diensten tussen Amsterdam en Tiel werden gekocht van concurrent Den Hartog en die van Rotterdam naar Eindhoven van de Gebr. Goris uit Rotterdam. In 1905 werd een scheepswerf in Papendrecht aan het bedrijf toegevoegd. In 1917 had de rederij 78 stoomschepen in de vaart, naast 33 lichters en sleepboten. De rederij had het hoofdkantoor aan de Maaskade in Rotterdam en daarnaast kantoren in 19 andere plaatsen, waaronder Den Bosch en Culemborg. Na onder meer enkele noodlottige sterfgevallen moest de familie zich in 1922 uit de directe leiding van het bedrijf terugtrekken. In 1923 werd de naam gewijzigd in N.V. J. & A. van der Schuyt's Stoombootrederij. Zeven jaar later werd de naam opnieuw veranderd, in N.V. Reederij Van der Schuyt. Dat jaar werden ook aanzienlijke belangen genomen in de concurrent Verschure & Co. Inmiddels had de rederij haar diensten uitgebreid met toeristisch vervoer, zoals de strandboot tussen Rotterdam en Hoek van Holland. Niet lang daarna werden ook veerdiensten aan het aanbod toegevoegd, waaronder die tussen Dintelsas en Ooltgensplaat in 1935.

## Neergang
Desondanks ging het met de binnenvaart en met Van der Schuyt niet voor de wind. Transport per spoor en per autobus was een geduchte concurrent gebleken voor wat betreft passagiers en de vrachtwagen verdrong langzaam maar zeker een deel van het goederenvervoer. Ook werd de binnenvaart geteisterd door de crisis van de jaren 30. De Tweede Wereldoorlog was voor de binnenvaart desastreus. Schepen werden gevorderd of gingen verloren bij gevechtshandelingen. Van Van der Schuyt gingen het hoofdkantoor, de werkplaats en enkele schepen verloren bij het bombardement op Rotterdam. Na de oorlog werd getracht het bedrijf weer op te bouwen, maar de omstandigheden waren niet gunstig. In 1946 werd tot samenwerking met andere rederijen besloten en in 1948 ging het bedrijf op in Van der Schuyt, Van den Boom en Stanfries NV.